# 莫公馆
莫公馆，位于中国广东省清远市英德市浛洸镇姑婆湾，为清远市英德市的一个市级文物保护单位，类型为近现代重要史迹及代表性建筑，公布时间为1995年12月。
莫公馆建于1942年。